# Berberis dictyota
Berberis dictyota är en berberisväxtart som beskrevs av Jeps.. Berberis dictyota ingår i släktet berberisar, och familjen berberisväxter. Inga underarter finns listade i Catalogue of Life.